# Cantó de Vertus
El cantó de Vertus és un cantó francès del departament del Marne, situat al districte de Châlons-en-Champagne. Té 22 municipis i el cap és Vertus.

## Municipis
- Bergères-lès-Vertus
- Chaintrix-Bierges
- Clamanges
- Écury-le-Repos
- Étréchy
- Germinon
- Givry-lès-Loisy
- Loisy-en-Brie
- Pierre-Morains
- Pocancy
- Rouffy
- Saint-Mard-lès-Rouffy
- Soulières
- Trécon
- Val-des-Marais
- Vélye
- Vert-Toulon
- Vertus
- Villeneuve-Renneville-Chevigny
- Villeseneux
- Voipreux
- Vouzy

## Història
| Data d'elecció                           | Identitat       | Partit                         | Qualitat |
| ---------------------------------------- | --------------- | ------------------------------ | -------- |
| 1945-1958                                | Léon Huet       | radical                        |          |
| 1958-1982                                | Paul Gérard     | radical, després divers droite |          |
| 1982-1996                                | Robert Ravillon | RPR                            |          |
| 1996-                                    | Pascal Perrot   | Divers droite, després UMP     |          |
| les dades anteriors no són pas conegudes |                 |                                |          |
|                                          |                 |                                |          |

## Demografia
| A partir de 1990: Població sense dobles comptes |